# Vịnh Elliott
Vịnh Elliott là một phần của khu vực lưu vực trung tâm của Puget Sound ở Cascadia. Nó thuộc tiểu bang Washington của Hoa Kỳ, kéo dài về phía đông nam giữa West Point ở phía bắc và Alki Point ở phía nam. Seattle được thành lập trên vùng nước này vào những năm 1850 và từ đó đã phát triển để hoàn thiện nó. Tuyến đường thủy mà nó cung cấp cho Thái Bình Dương đã đóng vai trò là yếu tố chính của nền kinh tế thành phố, tạo điều kiện cho Cảng Seattle trở thành một trong những cảng bận rộn nhất ở Hoa Kỳ.

## Lịch sử
Người Duwamish sống ở vùng lân cận vịnh Elliott và sông Duwamish trong hàng ngàn năm và đã thành lập ít nhất 17 khu định cư vào thời điểm những người định cư da trắng đến vào những năm 1850. Trong số những khu định cư trắng sớm nhất là của Đảng Denny tại New York Alki, nằm trong khu phố Alki ngày nay ở West Seattle, tuy nhiên sau một mùa đông khó khăn, họ đã di chuyển qua Vịnh Elliott gần Quảng trường Tiền phong ngày nay, trở thành Seattle. Trong những năm qua, thành phố đã mở rộng để bao phủ tất cả các bờ sông trên Vịnh Elliott và mã hóa nó thành một trong những tuyến luồng (một tuyến đường thủy có thể điều hướng).
Vịnh được đặt tên trong cuộc thám hiểm Wilkes vào năm 1841, đặt theo một tên nào đó không rõ. Các ứng cử viên của tên này bao gồm các thành viên của đoàn thám hiểm: giáo sĩ của tàu Jared Elliott, cậu bé tàu George Elliott, và trung vệ Samuel Elliott. Samuel Elliott đã được coi là tên có khả năng nhất. Jesore Elliott cũng đã được đề xuất như là một nguồn có thể của tên này. Vịnh được gọi là Vịnh Duwamish và Cảng Seattle, đặc biệt là trước khi Hội đồng Tên Địa lý Hoa Kỳ chính thức định cư với tên gọi "Vịnh Elliott" vào năm 1895.